# 헤라클레스장수풍뎅이
헤라클레스장수풍뎅이(Hercules beetle, 학명: Dynastes hercules)는 장수풍뎅이아과에 속하는 곤충의 한 종으로 장수풍뎅이 중에서 크기가 가장 크다. 헤라클레스장수풍뎅이의 크기는 수컷 46~178mm, 암컷 47~80mm이며, 몸무게는 약 40그램이다. 지금까지의 기록 중 가장 큰 아종은 원명아종 Dynastes hercules hercules이며, 최고 기록은 대략 18.5cm이다.
헤라클레스장수풍뎅이의 뿔은 머리에 하나 앞가슴등판에 하나 총 2개가 있다. 뿔의 길이가 뿔을 제외한 몸의 길이보다 길다. 딱지날개의 색은 노란색, 연녹색이다. 등딱지의 노란색은 습도에 따라 변하는데 그 이유는 반사되는 빛의 파장이 달라지기 때문인 것으로 알려졌으며, 서강대학교 기계공학과 이승엽ㆍ박정열 연구팀이 이를 이용한 습도계를 개발했다.

## 아종
- Dynastes hercules hercules Linnaeus, 1758 (원명아종)
  - 원산지 : 과들루프, 도미니카 연방
  - 수컷: 45–178;mm 암컷: 50–80 mm

- Dynastes hercules baudrii Pinchon, 1976
  - 원산지 : 마르티니크
  - 수컷: 50–100 mm; 암컷: 45–55 mm

- Dynastes hercules bleuzeni Silvestre and Dechambre, 1995
  - 원산지 : 베네수엘라
  - 수컷: 55–155 mm; 암컷: 45–75 mm

- Dynastes hercules ecuatorianus Ohaus, 1913
  - 원산지 : 페루, 에콰도르, 콜롬비아, 브라질
  - 수컷: 55–165 mm; 암컷: 50–80 mm

- Dynastes hercules septentrionalis
  - 원산지: 멕시코 남부, 중앙아메리카
  - 수컷: 50–150 mm; 암컷: 40–80 mm

- Dynastes hercules tuxtlaensis Moron, 1993
  - 원산지 : 멕시코
  - 수컷: 70–110 mm; 암컷: 45–60 mm

- Dynastes hercules occidentalis Lachaume, 1985
  - 원산지 : 중앙아메리카-남아메리카 안데스 산맥 서부
  - 수컷 : 70–150 mm; 암컷: 40–80 mm

- Dynastes hercules reidi Chalumeau, 1977)
  - 원산지 : 세인트 루시아, 마르티니크
  - 수컷: ~110mm

- Dynastes hercules lichyi Lachaume, 1985)
  - 원산지 : 남아메리카 북서부

- Dynastes hercules paschoali Grossi et Arnaud, 1993)
  - 원산지 : 브라질 바이아 주, 이스피리투산투 주

- Dynastes hercules trinidadensis Chalumeau et Reid, 1995)
  - 원산지: 트리니다드 토바고, 그레나다

- Dynastes hercules morishimai Nagai, 2002)
  - 원산지: 볼리비아 라파스 주

- Dynastes hercules takakuwai Nagai, 2002
  - 원산지: 브라질 혼도니아 주

## 사진

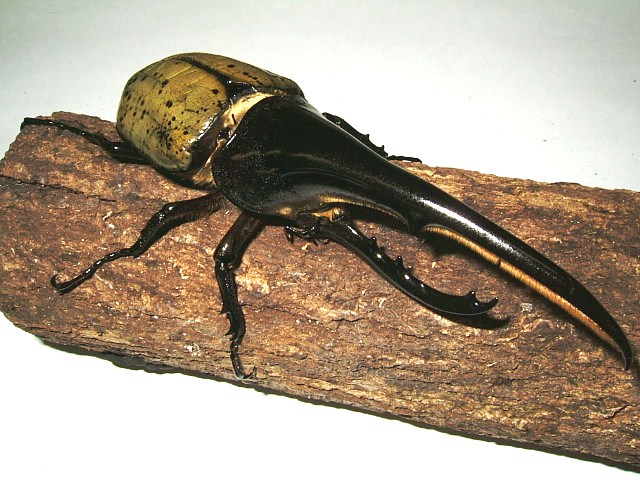
Dynastes hercules hercules 수컷
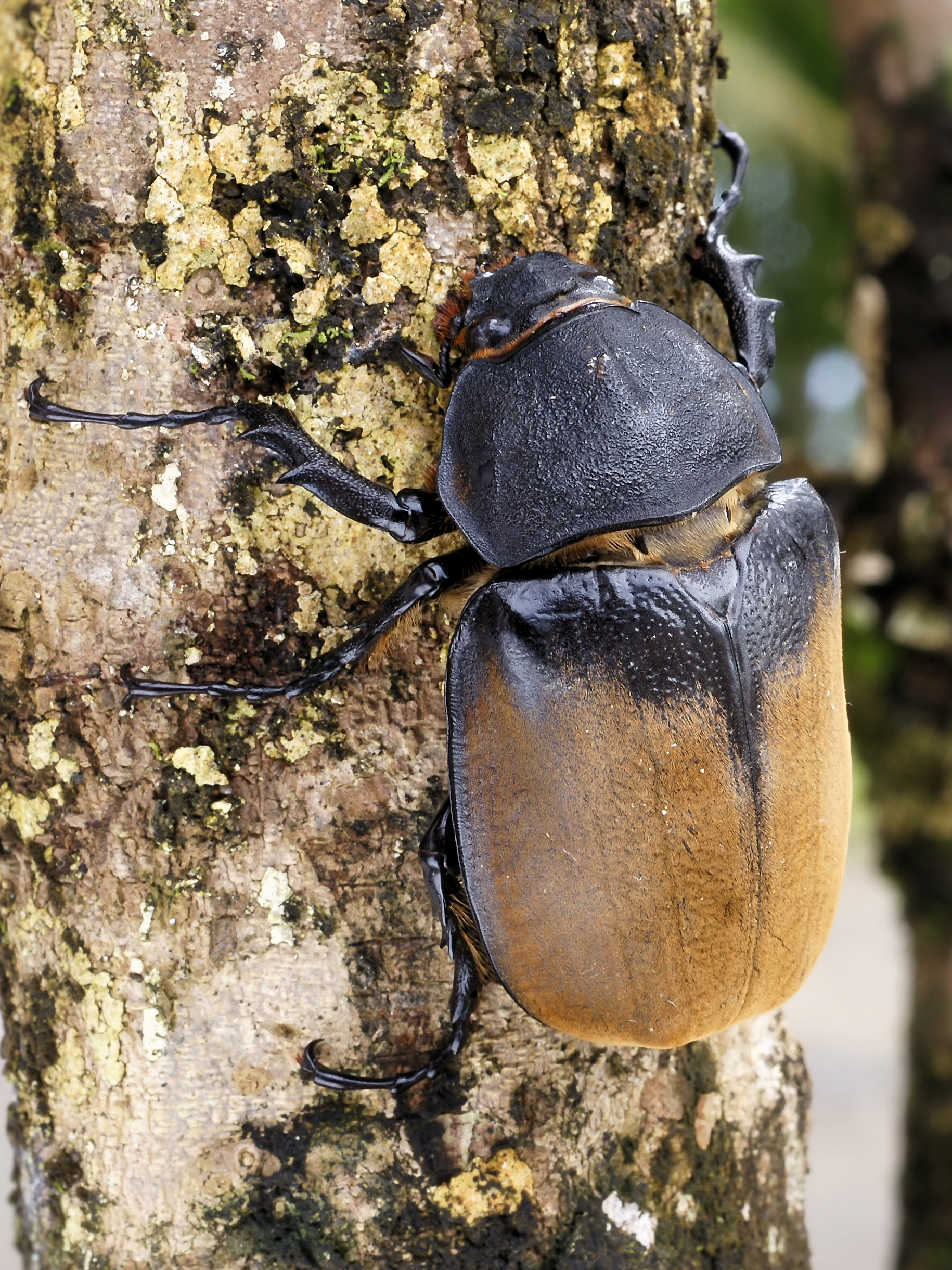
암컷
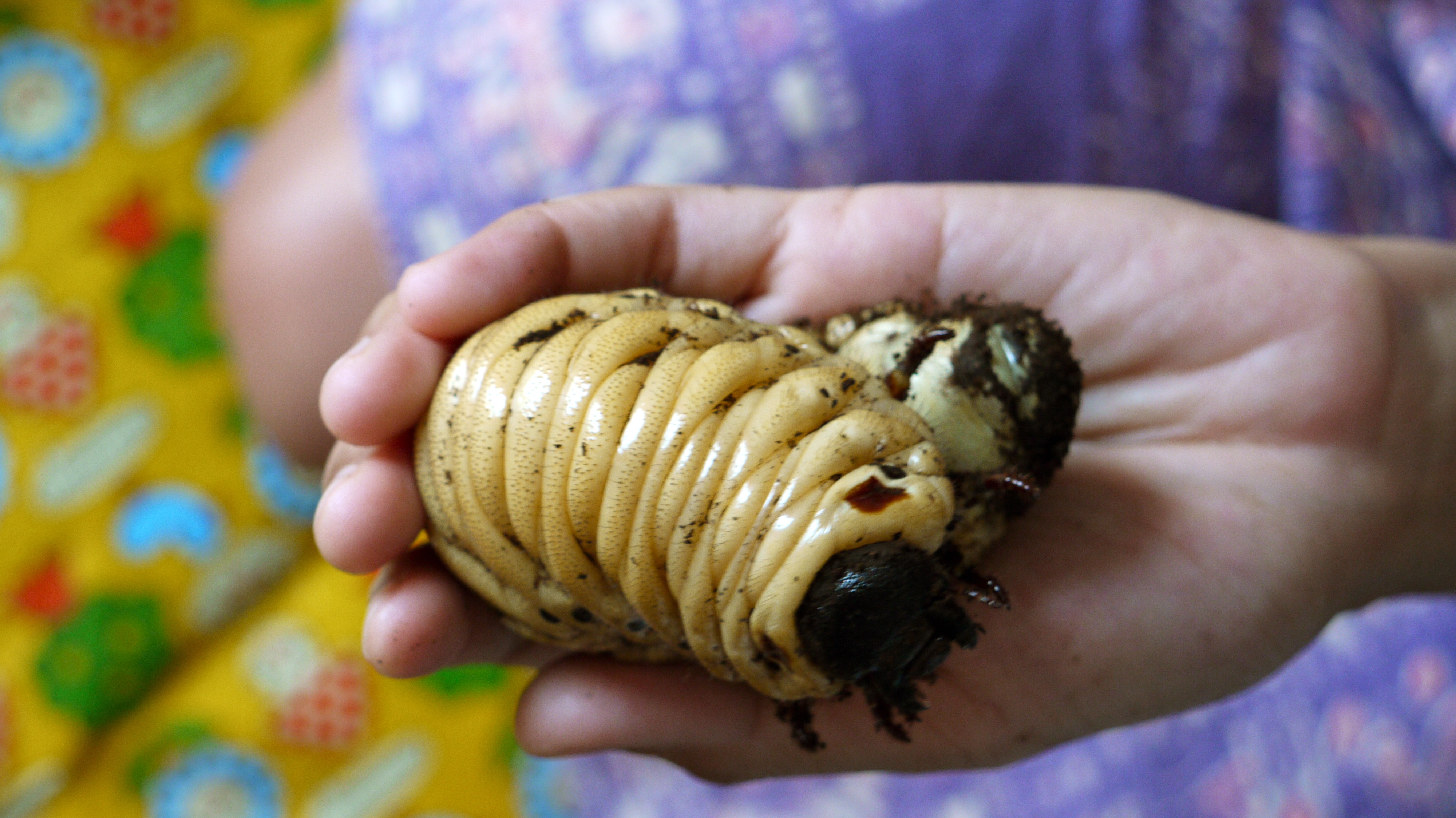
애벌레

## 같이 보기
- 그랜트왕장수풍뎅이
- 티티오스왕장수풍뎅이
- 넵튠왕장수풍뎅이
- 코카서스장수풍뎅이
- 아틀라스장수풍뎅이